# سیارک ۳۲۱۴
سیارک ۳۲۱۴ (به انگلیسی: 3214 Makarenko، نامگذاری:1978TZ6) سه هزار و دویست و چهاردهمین سیارک کشف شده‌است که در ۲ اکتبر ۱۹۷۸ کشف شد.
قدر مطلق سیارک برابر ۱۱٫۱۰ است.